# Taking A Walk
Taking A Walk — песня американского рэпера Trippie Redd, вышедшая 6 августа 2018 как третий сингл с его дебютного студийного альбома Life's a Trip на лейбле TenThousand Projects. Он был спродюсирован Скоттом Сторчем и Avedon.

## История
Trippie Redd впервые показал этот сингл в декабре 2017 года, но фрагмент сингла был удален и повторно загружен в начале марта 2018 года. 4 апреля 2018 года он опубликовал второй фрагмент сингла в Instagram.
Песня была выпущена 6 августа 2018. В тот же день Trippie Redd также раскрыл трек-лист своего альбома Life’s a Trip, который был выпущен четыре дня спустя.

## Чарты
| Чарт (2017)                                             | Высшая позиция |
| ------------------------------------------------------- | -------------- |
| Великобритания (OCC UK Singles)                         | 80             |
| Канада (Billboard Canadian Hot 100)                     | 49             |
| Новая Зеландия (RMNZ)                                   | 4              |
| Португалия (AFP)                                        | 90             |
| США (Bandsintown + Billboard U.S. Rising Artists Index) | 46             |
| США (Billboard Hot 100)                                 | 46             |
| США (Billboard Hot Rap Songs)                           | 20             |
| США (Billboard Hot R&B/Hip-Hop Songs)                   | 22             |
| США (Billboard On-Demand Streaming Songs)               | 10             |
| США (Billboard Streaming Songs)                         | 20             |

## Сертификации
| Регион                                                                      | Сертификация | Продажи   |
| --------------------------------------------------------------------------- | ------------ | --------- |
| Канада (Music Canada)                                                       | Золотой      | 40 000    |
| США (RIAA)                                                                  | Платиновый   | 1 000 000 |
| Данные о продажах + прослушиваниях приведены только на основе сертификации. |              |           |